# Josef Neumann
Josef Neumann (né le 18 mars 1911 et mort le 8 avril 1994 à Rorschach) est un athlète suisse, spécialiste des épreuves combinées. 
Il remporte la médaille de bronze du décathlon lors des championnats d'Europe de 1938, devancé par le Suédois Olle Bexell et le Polonais Witold Gerutto. 
Il participe aux Jeux olympiques de 1936 mais ne franchit pas le cap des qualifications du concours du lancer du javelot.